# One Must Fall
One Must Fall (traducibile letteralmente in "Uno deve cadere") è una serie di videogiochi per computer appartenenti alla categoria picchiaduro creata da Diversions Entertainment.

## Serie

### One Must Fall
L'originale One Must Fall era una demo creata sulla scia del successo ottenuto da Street Fighter II, e mai commercializzato. Presentava due personaggi umani somiglianti a Ken e Ryu (di Street Fighter appunto) che potevano combattere in una sola arena solo tramite calci e pugni.

### One Must Fall 2097
Realizzato nel 1994 da Epic MegaGames, questo capitolo ha rimpiazzato i due personaggi umani del predecessore con una serie di robot per la maggior parte antropomorfi. Nel 1999 il gioco è stato dichiarato freeware ed è diventato un vero e proprio gioco di culto per i fan, anche grazie alla distribuzione gratuita attraverso Internet, anche se ha rappresentato praticamente un mezzo flop a livello commerciale.

### One Must Fall: Battlegrounds
Realizzato nel 2003 da Diversions Publishing e Trisynergy Inc. dopo che Epic MegaGames ha rifiutato l'utilizzo dell'Unreal engine, il nuovo capitolo di One Must Fall ha portato la serie nella terza dimensione e online. Cinque dei robot del precedente episodio sono rimasti, anche se drasticamente mutati. Sono stati poi aggiunti altri tre robot e dodici arene. Ma una grafica datata e una meccanica di gioco piuttosto confusa lo hanno portato ad avere la stessa fredda accoglienza del suo predecessore presso la critica e i giocatori.
Il fattore maggiormente negativo poi è che Trisynergy Inc. ha richiesto agli sviluppatori di pubblicare il gioco mesi prima che fosse completato del tutto. Il risultato è stato che in pochi hanno acquistato il prodotto, anche se l'idea pionieristica del gioco online è stata poi utilizzata in seguito da altri picchiaduro molto più famosi. I programmatori stanno attualmente lavorando al progetto senza alcun supporto dal produttore, che ha tagliato loro i fondi dopo aver assistito al crollo delle vendite.